# فجر (قنبد قابوس)
فجر (بالفارسية: فجر) هي قرية تقع في غلستان في إيران. يقدر عدد سكانها بـ 1,319 نسمة .